# Damia (mythologie)
Pour les articles homonymes, voir Damia.
Dans la mythologie grecque, Damia (en grec ancien Δαμία / Damía) est une divinité de la fertilité associée à Auxesia, vénérée principalement à Trézène, Épidaure, Égine, Théra et Sparte. Elle est assimilée à Déméter et, peut-être, à Rome, à Bona Dea. C'est le surnom de la déesse Cybèle.

## À Trézène
Pausanias rapporte au cours de sa description du téménos d'Hippolyte la version de leur mythe telle que racontée à Trézène : Damia et Auxésia sont deux jeunes filles venues de Crète à Trézène. Prises par hasard dans un conflit entre deux factions de la cité, elles sont lapidées par la foule. En leur mémoire, on célèbre les Lithobolia (littéralement, « lapidations »), qui sont sans doute des fêtes de purification réitérant la lapidation originelle.

## À Épidaure et Égine
Hérodote indique que les Épidauriens leur vouent un culte depuis que, frappés par la sécheresse, ils reçoivent de l'oracle de Delphes le conseil d'ériger des statues en olivier à Damia et Auxesia. Pour mettre toutes les chances de son côté, Épidaure demande à Athènes l'autorisation d'utiliser du bois de ses oliviers. Athènes accepte à la condition que les Épidauriens s'acquittent chaque année d'un sacrifice à Athéna Poliade et à Érechthée. Une fois que les statues sont érigées, Épidaure redevient fertile.
Hérodote raconte encore qu'Égine est alors la vassale d'Épidaure. Devenus plus puissants, les Éginètes décident se révolter et saccagent leur ancienne métropole, enlevant au passage les statues de Damia et Auxesia, qu'ils installent dans un temps chez eux. Pour se concilier les divinités, ils instituent des sacrifices et des chœurs de femmes s'invectivant mutuellement, comme à Épidaure.
S'estimant délivrés de leur engagement, les Épidauriens cessent leurs sacrifices. Furieux, les Athéniens décident de récupérer les statues de force. À ce point de la narration, Hérodote présente deux versions de l'épisode : selon les Athéniens, une seule trière est dépêchée à Égine ; un orage et un tremblement de terre surviennent pendant que les Athéniens tentent de mettre la main sur les statues ; hébétés, ils s'entretuent, ne laissant qu'un survivant. Pour les Éginètes, c'est une armée de trières qui est lancée à la mer ; les deux statues, refusant d'être enlevées, se mettent à genoux, attitude qu'elles conservent par la suite ; les Éginètes interviennent alors et massacrent tous les Athéniens sauf un qui, revenant chez lui, est assassiné par les épouses de ses camarades morts avec les agrafes de leurs robes. C'est par punition que, depuis ce temps-là, les Athéniennes portent des robes ioniennes, qui n'ont pas besoin d'agrafes. Inversement, les femmes argiennes et éginètes utilisent depuis des agrafes moitié plus grandes que la normale et en consacrent à Damia et Auxésia, cependant qu'il est interdit d'introduire des objets attiques sur l'île, pas même des vases en céramique. Hérodote conclut que l'épisode est à l'origine de l'hostilité entre Athènes et Égine.
Le récit d'Hérodote est étiologique, c'est-à-dire qu'il vise à donner une explication des particularités du culte de Damia et Auxésia à Égine. Les statues à genoux sont connues par ailleurs et sont plutôt liées à l'accouchement, qui en Grèce antique se pratique à genoux. L'offrande d'agrafes à une divinité se pratique dans d'autres cités, et l'archéologie ne confirme pas l'usage d'agrafes spécialement longues à Égine.

## En Italie
Plusieurs auteurs tardifs lient le culte romain de Bona Dea à Damia : d'après le grammairien du IIe siècle apr. J.-C. Festus, Damia n'est autre que le nom de la déesse. Des fêtes en son honneur, les Dameia, seraient célébrées à Tarente.